# East Hertfordshire
East Hertfordshire ist ein District in der Grafschaft Hertfordshire in England. Verwaltungssitz ist Bishop’s Stortford; weitere bedeutende Orte sind Hertford (der traditionelle Verwaltungssitz der Grafschaft), Buntingford, Sawbridgeworth und Ware.
Der Bezirk wurde am 1. April 1974 gebildet und entstand aus der Fusion des Municipal Borough Hertford, der Urban Districts Bishop’s Stortford, Sawbridgeworth und Ware sowie der Rural Districts Braughing, Ware und Hertford.
Koordinaten: 51° 54′ N, 0° 0′ O